# 노토지마정
노토지마정(能登島町)은 이시카와현 가시마군에 설치되었던 정이다. 현재의 나나오시에 속한다. 나나오만의 노토섬의 행정 구역이다.